# Legenda (numizmatyka)
Legenda (łac. coś do czytania; to, co należy przeczytać; od legere – czytać) – wszelki napis na monecie, medalu lub pieczęci; w numizmatyce często synonim inskrypcji.
Pod tym określeniem należy rozumieć całość występujących na numizmacie znaków pisarskich: słowa, skróty, monogramy czy pojedyncze litery. Ze względu na ich umiejscowienie rozróżnia się legendy w otoku (najczęstsze), w polu i na obrzeżu (rancie).

## Cechy
Legenda dookolna, czyli biegnąca w otoku, często oddzielona od skraju linią ciągłą lub rzędem punktów (tzw. perełkowaniem), może być zwrócona na zewnątrz lub do wewnątrz (np. na praskich groszach stosowano legendę podzielną, tj. częściowo  wewnętrzną i zewnętrzną) i przebiegać może prawostronnie lub odwrotnie. Nierzadko obiega ona legendę centralną, zajmującą pole monety, która w wyjątkowych przypadkach (np. na monetach wschodnich) może wypełniać je całkowicie. Inskrypcja w polu monety na ogół bywa pozioma (jedno- lub kilkuwersowa), czasem łukowata, lecz niekiedy krzyżowa (np. na kopiejkach Katarzyny I). 
Legendy umieszczane na rancie (znacznie rzadziej) i biegnące w obu kierunkach, mogą być wklęsłe albo wypukłe (po raz pierwszy zastosowane na francuskich talarach w 1577); w przeszłości miały one zapobiegać obcinaniu krążków cięższych monet z wartościowego kruszcu. Najczęściej są to hasła mające wymowę symboliczną, np. „God zij met ons” na talarach holenderskich, „Gemeinnutz geht vor Eigennutz” (na srebrnych monetach III Rzeszy) czy „E pluribus unum” (na monetach amerykańskich).
Na dawnych numizmatach legenda występuje najczęściej w łacinie uznawanej za język uniwersalny, bo w kulturze europejskiej ogólnie zrozumiały. 

## Rozwój

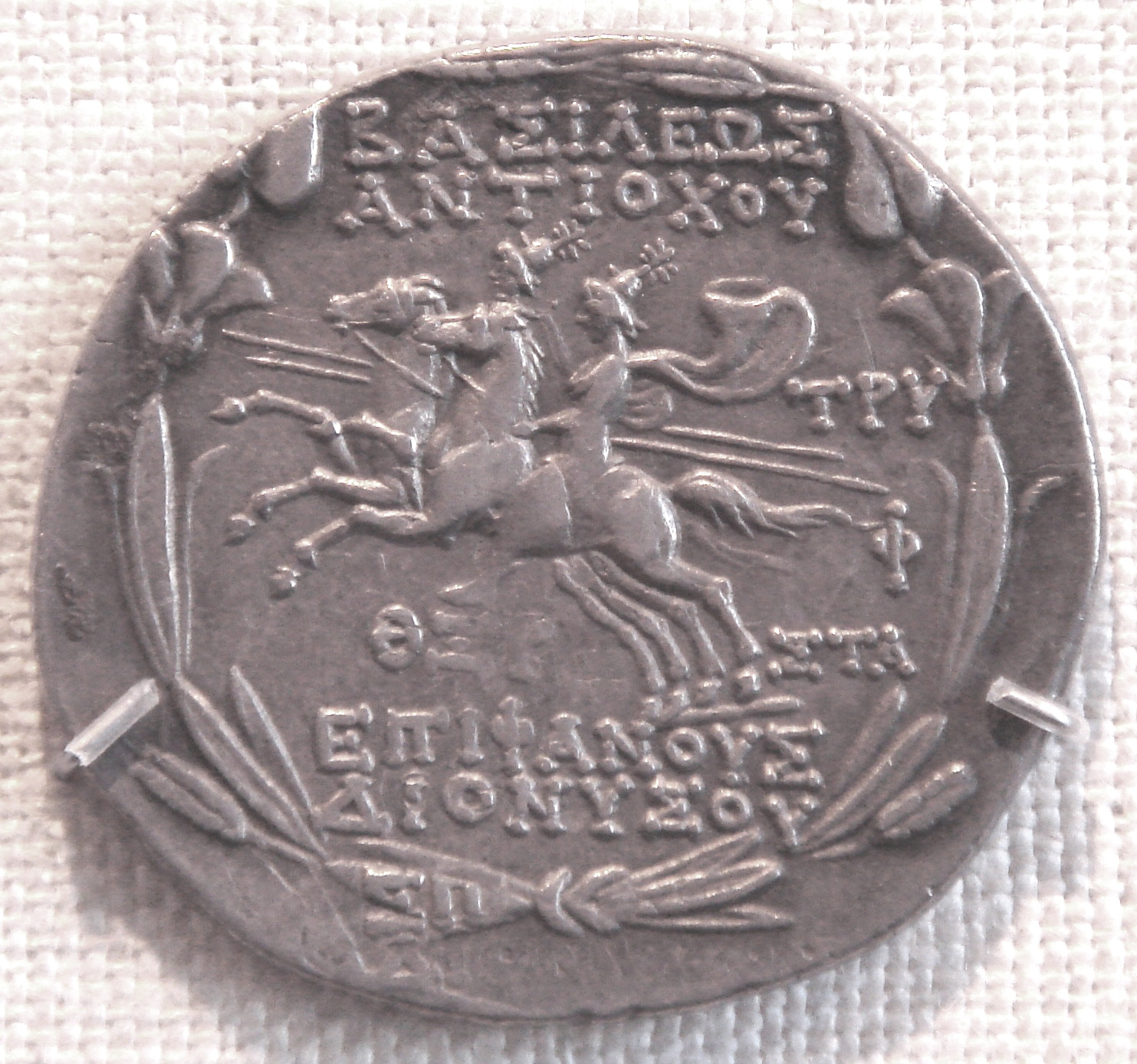
Rozwinięta legenda rewersowa monety hellenistycznej

Zapoczątkowane przez starożytnych Greków napisy na monetach pojawiają się dopiero od VI wieku p.n.e., a upowszechniają w następnym. Na najstarszych starogreckich monetach legenda ograniczała się do początkowych liter nazwy emitenta, czyli miasta-państwa (polis) – np. AIΓ (Egina), ΑΘΕ (Ateny), EΥ (Eubea), ΟΛ (Olbia), PO (Rodos). 
Prekursorem takiego stałego oznaczenia był zapewne Korynt, gdzie już w początkach VI w. p.n.e. obok własnego godła (pegaz) umieszczano pojedynczą literę Ϙ (koppa). W epoce tej jednak stosowano je sporadycznie i gdzie indziej – np. przez ateńskich Pizystratydów i eupatrydów (Θ – jako symbol solarny), w eubejskiej Chalkidzie (Ψ) i beockich Tebach (BOI, TA).
W epoce klasycznej napisy w polu monety stawały się coraz dłuższe i bardziej zróżnicowane, zawierając nie tylko tzw. etnikon emitenta w całości (np. ΝAΧION – Naksos, ΘOΥΡΙΟΝ – Turioj), ale też imię urzędnika miejskiego odpowiedzialnego za emisje (np. APICTOΔAMOC) lub miejscowego władcy, a wyjątkowo nawet artysty grawera (jak np. EΥAINE[TOΣ] w Syrakuzach). 
W okresie hellenistycznym wzorowana na monetach władców wschodnich i rozbudowana jednostronna legenda zawiera z reguły imię władcy z tytułem (np. BAΣIΛEOΣ ΣEΛEΥKOΥ w Syrii) i z  przydomkami, częstokroć też monogramy urzędnika lub mennicy, a niekiedy litery oznaczające serię emisyjną lub nawet datowanie według lokalnej rachuby czasu.
Odlewane monety Rzymian (aes grave) obywały się bez jakichkolwiek inskrypcji, również na bitych wczesnych denarach napisów brakowało albo były one bardzo skrótowe. Potem umieszczano na nich mennicze monogramy lub nazwiska urzędników w formie pełnej bądź skróconej. Dopiero na monetach cesarstwa pojawia się rozwinięta legenda awersowo-rewersowa, będąca wzorem dla epok późniejszych, a zawierająca na stronie licowej oficjalną nomenklaturę władcy (imiona i tytuły), zaś na odwrocie – odpowiednie hasła propagandowe albo objaśnienia wyobrażonych scen (postaci); często też skróty dotyczące przywilejów miasta. Od połowy III wieku dodatkowo umieszczane są tam umowne (literowe) oznaczenia mennicy, jakie w IV stuleciu stają się regułą. 
Legenda monet średniowiecznych, a także późniejszych (nowożytnych) składa się z kilku podstawowych elementów: pełnej nazwy emitenta (państwa lub aktualnie panującego z jego tytułami), daty emisji (dopiero od późnego średniowiecza), nazwy monety z jej wartością oraz często oznaczenia miejsca jej wybicia (mennicy) w postaci znaku menniczego.